# Muzică indie
Muzica indie este muzica produsă independent față de marile case de discuri, cel care înregistrează materialul discografic fiind de obicei și cel care îl publică și distribuie. Termenul de indie mai este folosit pentru a desemna un gen muzical (precum indie rock, indie folk sau indie pop).